# Винјардс (Флорида)
Винјардс (енгл. Vineyards) насељено је место без административног статуса у америчкој савезној држави Флорида.

## Демографија
По попису из 2010. године број становника је 3.375, што је 1.143 (51,2%) становника више него 2000. године.
| Група             | 2000.         | 2010.         |
| Белци             | 2.142 (96,0%) | 3.123 (92,5%) |
| Афроамериканци    | 17 (0,8%)     | 30 (0,9%)     |
| Азијати           | 9 (0,4%)      | 45 (1,3%)     |
| Хиспаноамериканци | 55 (2,5%)     | 155 (4,6%)    |
| Укупно            | 2.232         | 3.375         |